# Codonopsis deltoidea
Codonopsis deltoidea là loài thực vật có hoa trong họ Hoa chuông. Loài này được Chipp mô tả khoa học đầu tiên năm 1908.